# Himmerland Rundt 2021
GP Himmerland Rundt 2021 var den 10. udgave af det danske cykelløb Himmerland Rundt, og blev afviklet 28. august 2021. Det var et knap 200 km langt linjeløb, og skulle efter planen havde været kørt den 1. maj 2021 med start og mål i Aars i Vesthimmerlands Kommune. 1. februar meddelte løbsarrangør Mogens Kristensen at løbet på grund af coronaviruspandemien var blevet udskudt, og der var ansøgt UCI om at afholde løbet 21. august. UCI valgte en dato ugen efter det ansøgte. Løbet var en del af UCI Europe Tour 2021. Den oprindelige 10. udgave blev i 2020 aflyst på grund af coronaviruspandemien.
Mathias Larsen fra Restaurant Suri-Carl Ras vandt løbet med ét sekunds forspring til Nils Lau Nyborg Broge (BHS-PL Beton Bornholm) og Rasmus Bøgh Wallin (Team CO:PLAY-Giant).

## Resultater
| \| Samlede stilling \| Samlede stilling \| Samlede stilling \| Samlede stilling \| Samlede stilling \| \| Rytter \| Rytter \| Hold \| Tid \| \| \| ---------------- \| -------------------------- \| ------------------------ \| ---------------- \| ---------------- \| \| 1. \| Mathias Larsen \| Restaurant Suri-Carl Ras \| 4t 26' 47" \| \| \| 2. \| Nils Lau Nyborg Broge \| BHS-PL Beton Bornholm \| + 0" \| \| \| 3. \| Rasmus Bøgh Wallin \| CO:PLAY-Giant \| + 0" \| \| \| 4. \| Tord Gudmestad \| Team Coop \| + 0" \| \| \| 5. \| Elmar Reinders \| Riwal Cycling Team \| + 0" \| \| \| 6. \| Rasmus Søjberg Pedersen \| O.B. Wiik-Dan Stillads \| + 0" \| \| \| 7. \| André Drege \| Team Coop \| + 0" \| \| \| 8. \| Tobias Kongstad \| Riwal Cycling Team \| + 0" \| \| \| 9. \| Adam Holm Jørgensen \| BHS-PL Beton Bornholm \| + 0" \| \| \| 10. \| Mathias Sundquist \| Idrettsklubben Hero \| + 0" \| \| \| 11. \| Olav Hjemsæter \| Team Coop \| + 0" \| \| \| 12. \| Nick van der Lijke \| Riwal Cycling Team \| + 0" \| \| \| 13. \| Mads Østergaard Kristensen \| ColoQuick \| + 5" \| \| \| 14. \| Kasper Andersen \| ColoQuick \| + 6" \| \| \| 15. \| Meindert Weulink \| À Bloc CT \| + 7" \| \| |                            |                          |            |
| |                            |                          |            |
| Kilde: ProCyclingStats |                            |                          |            |
| Samlede stilling |                            |                          |            |
| Rytter | Rytter                     | Hold                     | Tid        |
| 1. | Mathias Larsen             | Restaurant Suri-Carl Ras | 4t 26' 47" |
| 2. | Nils Lau Nyborg Broge      | BHS-PL Beton Bornholm    | + 0"       |
| 3. | Rasmus Bøgh Wallin         | CO:PLAY-Giant            | + 0"       |
| 4. | Tord Gudmestad             | Team Coop                | + 0"       |
| 5. | Elmar Reinders             | Riwal Cycling Team       | + 0"       |
| 6. | Rasmus Søjberg Pedersen    | O.B. Wiik-Dan Stillads   | + 0"       |
| 7. | André Drege                | Team Coop                | + 0"       |
| 8. | Tobias Kongstad            | Riwal Cycling Team       | + 0"       |
| 9. | Adam Holm Jørgensen        | BHS-PL Beton Bornholm    | + 0"       |
| 10. | Mathias Sundquist          | Idrettsklubben Hero      | + 0"       |
| 11. | Olav Hjemsæter             | Team Coop                | + 0"       |
| 12. | Nick van der Lijke         | Riwal Cycling Team       | + 0"       |
| 13. | Mads Østergaard Kristensen | ColoQuick                | + 5"       |
| 14. | Kasper Andersen            | ColoQuick                | + 6"       |
| 15. | Meindert Weulink           | À Bloc CT                | + 7"       |

## Hold og ryttere
| UCI Kontinentalhold (7)- À Bloc CT - BHS-PL Beton Bornholm - Coop - Restaurant Suri-Carl Ras - Riwal - Uno-X DARE Development Team - ColoQuick DCU Elite Teams (8)- CO:PLAY-Giant - Give Elementer - Herning CK Elite - IBT-BH Carl Ras - O.B. Wiik-Dan Stillads - Sparekassen Vendsyssel Aalborg - Bache-JS.dk - Kvickly Odder Elite Amatørcykelhold (2)- Maifracing - Team Ringerikskraft Regional- og klubhold (7)- Idrettsklubben Hero - Kristiansands Cykleklubb - Lillehammer Cykleklubb - Ryska Posten SK - Idrettslaget Stjørdals-Blink - Tønsberg Cykkelklubb - Asker CK Elite |
| |

| Nationer          | Antal ryttere |
| ----------------- | ------------- |
| Danmark           | 63            |
| Norge             | 50            |
| Sverige           | 15            |
| Holland           | 7             |
| Letland, Rumænien | 1             |

### Startliste
137 ryttere var på startlisten, hvoraf 49 gennemførte løbet. Der var 24 deltagende hold og ryttere fra 6 forskellige nationer.
| ColoQuick TCQ | ColoQuick TCQ                    | ColoQuick TCQ |
| ------------- | -------------------------------- | ------------- |
| Nr.           | Rytter                           | Placering     |
| 1             | Kasper Andersen (DEN)            | 14.           |
| 2             | Jeppe Aaskov Pallesen (DEN)      | 21.           |
| 3             | Frederik Muff (DEN)              | 17.           |
| 4             | Mads Østergaard Kristensen (DEN) | 13.           |
| 5             | Oliver Wulff Frederiksen (DEN)   | 27.           |
| 6             | Christian Spang Kjeldsen (DEN)   | DNF           |

| Riwal Cycling Team RIW | Riwal Cycling Team RIW   | Riwal Cycling Team RIW |
| ---------------------- | ------------------------ | ---------------------- |
| Nr.                    | Rytter                   | Placering              |
| 11                     | Nick van der Lijke (NED) | 12.                    |
| 13                     | Lucas Eriksson (SWE)     | 20.                    |
| 14                     | Tobias Kongstad (DEN)    | 8.                     |
| 15                     | Jesper Schultz (DEN)     | DNF                    |
| 16                     | Elmar Reinders (NED)     | 5.                     |

| À Bloc CT ABC | À Bloc CT ABC          | À Bloc CT ABC |
| ------------- | ---------------------- | ------------- |
| Nr.           | Rytter                 | Placering     |
| 21            | Meindert Weulink (NED) | 15.           |
| 22            | Nils Sinschek (NED)    | 35.           |
| 23            | Bodi del Grosso (NED)  | DNF           |
| 24            | Mārtiņš Pluto (LAT)    | 30.           |
| 25            | Lars Loohuis (NED)     | DNF           |
| 26            | Ivar Slik (NED)        | 33.           |

| Team Coop TCO | Team Coop TCO              | Team Coop TCO |
| ------------- | -------------------------- | ------------- |
| Nr.           | Rytter                     | Placering     |
| 32            | Olav Hjemsæter (NOR)       | 11.           |
| 33            | Tore Andre Aase Vabø (NOR) | 28.           |
| 34            | Kristian Aasvold (NOR)     | 16.           |
| 35            | Jacob Eriksson (SWE)       | DNF           |
| 36            | Tord Gudmestad (NOR)       | 4.            |

| BHS-PL Beton Bornholm BPC | BHS-PL Beton Bornholm BPC     | BHS-PL Beton Bornholm BPC |
| ------------------------- | ----------------------------- | ------------------------- |
| Nr.                       | Rytter                        | Placering                 |
| 41                        | Emil Schandorff Iwersen (DEN) | DNF                       |
| 42                        | Emil Toudal (DEN)             | 44.                       |
| 43                        | Nils Lau Nyborg Broge (DEN)   | 2.                        |
| 44                        | Mads Rahbek (DEN)             | 19.                       |
| 45                        | Adam Holm Jørgensen (DEN)     | 9.                        |
| 46                        | Nikolaj Mengel (DEN)          | DNF                       |

| Uno-X DARE Development UDT | Uno-X DARE Development UDT     | Uno-X DARE Development UDT |
| -------------------------- | ------------------------------ | -------------------------- |
| Nr.                        | Rytter                         | Placering                  |
| 51                         | Oskar Myrestøl Johansson (NOR) | DNF                        |
| 52                         | Sakarias Koller Løland (NOR)   | 49.                        |
| 53                         | Kristian Kulset (NOR)          | 23.                        |
| 54                         | Magnus Brynsrud (NOR)          | 48.                        |
| 55                         | Ludvig Fischer Aasheim (NOR)   | 22.                        |
| 56                         | Magnus Kulset (NOR)            | DNF                        |

| Restaurant Suri-Carl Ras SCC | Restaurant Suri-Carl Ras SCC | Restaurant Suri-Carl Ras SCC |
| ---------------------------- | ---------------------------- | ---------------------------- |
| Nr.                          | Rytter                       | Placering                    |
| 71                           | Mathias Larsen (DEN)         | 1.                           |
| 72                           | Sebastian Nielsen (DEN)      | DNF                          |
| 73                           | Christian Lindquist (DEN)    | DNF                          |
| 74                           | Rasmus Hestbek Lund          | DNF                          |
| 75                           | Markus Kramer                | DNF                          |
| 76                           | Julius Nowak Dalner          | DNF                          |

| Ryska Posten SK ___ | Ryska Posten SK ___                | Ryska Posten SK ___ |
| ------------------- | ---------------------------------- | ------------------- |
| Nr.                 | Rytter                             | Placering           |
| 81                  | Carl Åhnberg (SWE)                 | DNF                 |
| 82                  | Oskar Djärv (SWE)                  | DNF                 |
| 83                  | Zakarias Olsson (SWE)              | DNF                 |
| 84                  | Marcus Dorsch (SWE)                | DNF                 |
| 85                  | Magnus Bergsten (SWE)              | DNF                 |
| 86                  | Sindre Bjerkestrand Haugsvær (NOR) | DNF                 |

| Idrettslaget Stjørdals-Blink ___ | Idrettslaget Stjørdals-Blink ___ | Idrettslaget Stjørdals-Blink ___ |
| -------------------------------- | -------------------------------- | -------------------------------- |
| Nr.                              | Rytter                           | Placering                        |
| 91                               | Daniel Vold (NOR)                | DNF                              |
| 92                               | Fredrik Benjaminsen (NOR)        | DNF                              |
| 94                               | Vegard Løvdal (NOR)              | DNF                              |
| 95                               | Sigve Kattem (NOR)               | DNF                              |
| 96                               | Jørgen Dragsten (NOR)            | DNF                              |

| Tønsberg Cykkelklubb ___ | Tønsberg Cykkelklubb ___            | Tønsberg Cykkelklubb ___ |
| ------------------------ | ----------------------------------- | ------------------------ |
| Nr.                      | Rytter                              | Placering                |
| 101                      | Jon-Anders Bekken (NOR)             | 46.                      |
| 102                      | Aleksander Andersen Skjelbred (NOR) | DNF                      |
| 104                      | Kasper Rolfsen (NOR)                | DNF                      |
| 105                      | Anton Stensby (NOR)                 | DNF                      |
| 106                      | Andreas Vileid Kleive (NOR)         | DNF                      |

| Bache-JS.dk ___ | Bache-JS.dk ___      | Bache-JS.dk ___ |
| --------------- | -------------------- | --------------- |
| Nr.             | Rytter               | Placering       |
| 111             | Jacob Gye Madsen     | DNF             |
| 112             | Jonas Perto          | DNF             |
| 113             | Daniel Lyhne (DEN)   | DNF             |
| 114             | Jeppe Andreasen      | DNF             |
| 115             | Peter Skov Lauritzen | DNF             |
| 116             | Sebastian Petersen   | DNF             |

| Team Ringerikskraft ___ | Team Ringerikskraft ___     | Team Ringerikskraft ___ |
| ----------------------- | --------------------------- | ----------------------- |
| Nr.                     | Rytter                      | Placering               |
| 121                     | Martin Tjøtta (NOR)         | 45.                     |
| 122                     | Magnus Sørbø (NOR)          | 31.                     |
| 123                     | Øyvind Brekke Fløtten (NOR) | DNF                     |
| 124                     | Ole Andreas Klund (NOR)     | DNF                     |
| 125                     | Mathias Skretteberg (NOR)   | 36.                     |
| 126                     | Jørgen Songstad (NOR)       | DNF                     |

| Herning CK Elite ___ | Herning CK Elite ___        | Herning CK Elite ___ |
| -------------------- | --------------------------- | -------------------- |
| Nr.                  | Rytter                      | Placering            |
| 131                  | Anders Foldager (DEN)       | 32.                  |
| 132                  | Rasmus Byriel Iversen (DEN) | 25.                  |
| 133                  | Jonas Nordal Jakobsen       | 29.                  |
| 134                  | Emil Vinther Schmidt        | DNF                  |
| 135                  | Rasmus Madsen               | DNF                  |
| 136                  | Peter Asbjørn Hansen        | DNF                  |

| IBT-BH Carl Ras ___ | IBT-BH Carl Ras ___        | IBT-BH Carl Ras ___ |
| ------------------- | -------------------------- | ------------------- |
| Nr.                 | Rytter                     | Placering           |
| 141                 | Linus Eriksson Kvist (SWE) | DNF                 |
| 142                 | Marckus Njor               | 38.                 |
| 143                 | Stinus Kæmpe (AUS)         | DNF                 |
| 144                 | Gustav Johansson (SWE)     | DNF                 |
| 145                 | Frederik Erringsø          | DNF                 |
| 146                 | Frederik Thomsen           | DNF                 |

| CO:PLAY-Giant ___ | CO:PLAY-Giant ___        | CO:PLAY-Giant ___ |
| ----------------- | ------------------------ | ----------------- |
| Nr.               | Rytter                   | Placering         |
| 161               | Mathias Matz (DEN)       | DNF               |
| 162               | Mikkel Øritsland (DEN)   | 37.               |
| 163               | Daniel Stampe (DEN)      | DNF               |
| 164               | Rasmus Bøgh Wallin (DEN) | 3.                |
| 165               | Kristian Broløs Damgaard | 42.               |
| 166               | Daniel Lemvig Lond       | DNF               |

| Idrettsklubben Hero ___ | Idrettsklubben Hero ___       | Idrettsklubben Hero ___ |
| ----------------------- | ----------------------------- | ----------------------- |
| Nr.                     | Rytter                        | Placering               |
| 171                     | Joachim Strindin (NOR)        | DNF                     |
| 172                     | Mathias Sundquist (NOR)       | 10.                     |
| 173                     | Kristian Klevgård (NOR)       | DNF                     |
| 174                     | Magnus Frydenlund (NOR)       | DNF                     |
| 175                     | Ole Jakob Haugen (NOR)        | 24.                     |
| 176                     | Embret Svestad-Bårdseng (NOR) | DNF                     |

| Kristiansands Cykleklubb ___ | Kristiansands Cykleklubb ___   | Kristiansands Cykleklubb ___ |
| ---------------------------- | ------------------------------ | ---------------------------- |
| Nr.                          | Rytter                         | Placering                    |
| 181                          | Tobias Halvorsen (NOR)         | 18.                          |
| 182                          | Endre Danielsen Nyhagen (NOR)  | DNF                          |
| 183                          | Tor Ove Vetrhus (NOR)          | DNF                          |
| 184                          | Daniel Årnes (NOR)             | DNF                          |
| 185                          | Sebastian Dreyer Heldahl (NOR) | DNF                          |
| 186                          | Alf Vidar Vetrhus (NOR)        | 39.                          |

| Asker CK Elite ___ | Asker CK Elite ___              | Asker CK Elite ___ |
| ------------------ | ------------------------------- | ------------------ |
| Nr.                | Rytter                          | Placering          |
| 191                | Asbjørn Slagtern Fjellvåg (NOR) | DNF                |

| intet hold ___ | intet hold ___                  | intet hold ___ |
| -------------- | ------------------------------- | -------------- |
| Nr.            | Rytter                          | Placering      |
| 192            | Christian Edelsteen Buyle (NOR) | DNF            |

| Asker CK Elite ___ | Asker CK Elite ___         | Asker CK Elite ___ |
| ------------------ | -------------------------- | ------------------ |
| Nr.                | Rytter                     | Placering          |
| 193                | Tim Edvard Pettersen (NOR) | DNF                |
| 195                | Ulrik Mehlum (NOR)         | DNF                |
| 196                | Vebjørn Hordnes (NOR)      | DNF                |

| O.B. Wiik-Dan Stillads ___ | O.B. Wiik-Dan Stillads ___             | O.B. Wiik-Dan Stillads ___ |
| -------------------------- | -------------------------------------- | -------------------------- |
| Nr.                        | Rytter                                 | Placering                  |
| 201                        | Rasmus Søjberg Pedersen (DEN)          | 6.                         |
| 202                        | Mads Søgaard Mondrup                   | DNF                        |
| 203                        | Luis Carl Jørgensen                    | DNF                        |
| 204                        | Mads Schelde Berg (DEN)                | DNF                        |
| 205                        | Jannik Ljungdahl                       | DNF                        |
| 206                        | Nicklas Lilleskov Falk Rasmussen (DEN) | DNF                        |

| Maifracing ___ | Maifracing ___        | Maifracing ___ |
| -------------- | --------------------- | -------------- |
| Nr.            | Rytter                | Placering      |
| 211            | Albin Johansson (SWE) | DNF            |

| Motala AIF CK ___ | Motala AIF CK ___   | Motala AIF CK ___ |
| ----------------- | ------------------- | ----------------- |
| Nr.               | Rytter              | Placering         |
| 212               | Hugo Forssell (SWE) | DNF               |

| Maifracing ___ | Maifracing ___         | Maifracing ___ |
| -------------- | ---------------------- | -------------- |
| Nr.            | Rytter                 | Placering      |
| 213            | Samuel Lord (SWE)      | DNF            |
| 214            | Jacob Ahlsson (SWE)    | 47.            |
| 215            | Emil Lundmark (SWE)    | DNF            |
| 216            | Niklas Jagerstål (SWE) | 41.            |

| Lillehammer Cykleklubb ___ | Lillehammer Cykleklubb ___ | Lillehammer Cykleklubb ___ |
| -------------------------- | -------------------------- | -------------------------- |
| Nr.                        | Rytter                     | Placering                  |
| 221                        | Ludvik Holstad (NOR)       | DNF                        |
| 222                        | Truls Nordhagen (NOR)      | DNF                        |
| 223                        | Rasmus Børset Westad (NOR) | 34.                        |
| 224                        | André Drege (NOR)          | 7.                         |
| 225                        | Sindre Sagbakken (NOR)     | DNF                        |
| 226                        | Markus Skreen (NOR)        | DNF                        |

| Team Kvickly Odder Elite ___ | Team Kvickly Odder Elite ___ | Team Kvickly Odder Elite ___ |
| ---------------------------- | ---------------------------- | ---------------------------- |
| Nr.                          | Rytter                       | Placering                    |
| 231                          | Stefan Ryom                  | DNF                          |
| 232                          | Mads Bak Bjerregaard         | DNF                          |
| 233                          | Lasse Mikkelsen              | DNF                          |
| 235                          | Andreas Aidel Brixen (DEN)   | 26.                          |
| 236                          | Simon Bak (DEN)              | DNF                          |

| Team Sparekassen Vendsyssel Aalborg ___ | Team Sparekassen Vendsyssel Aalborg ___ | Team Sparekassen Vendsyssel Aalborg ___ |
| --------------------------------------- | --------------------------------------- | --------------------------------------- |
| Nr.                                     | Rytter                                  | Placering                               |
| 241                                     | Sebastian Ryttersgaard (DEN)            | 40.                                     |
| 242                                     | Thomas Koldkjær Decker                  | DNF                                     |
| 243                                     | Johannes Rom Dahl                       | DNF                                     |
| 244                                     | Alexandru Ionuț Antoniu (ROU)           | 43.                                     |
| 246                                     | Søren Vosgerau (DEN)                    | DNF                                     |

| Give Elementer ___ | Give Elementer ___         | Give Elementer ___ |
| ------------------ | -------------------------- | ------------------ |
| Nr.                | Rytter                     | Placering          |
| 251                | Daniel Eriksen             | DNF                |
| 252                | Anders Bruun               | DNF                |
| 253                | Jakob Bødker               | DNF                |
| 254                | Jeppe Tolbøll              | DNF                |
| 255                | Jeppe Falk-Kristensen      | DNF                |
| 256                | Gustav Frederik Dahl (DEN) | DNF                |

| ColoQuick TCQ | ColoQuick TCQ                    | ColoQuick TCQ |
| ------------- | -------------------------------- | ------------- |
| Nr.           | Rytter                           | Placering     |
| 1             | Kasper Andersen (DEN)            | 14.           |
| 2             | Jeppe Aaskov Pallesen (DEN)      | 21.           |
| 3             | Frederik Muff (DEN)              | 17.           |
| 4             | Mads Østergaard Kristensen (DEN) | 13.           |
| 5             | Oliver Wulff Frederiksen (DEN)   | 27.           |
| 6             | Christian Spang Kjeldsen (DEN)   | DNF           |

| Riwal Cycling Team RIW | Riwal Cycling Team RIW   | Riwal Cycling Team RIW |
| ---------------------- | ------------------------ | ---------------------- |
| Nr.                    | Rytter                   | Placering              |
| 11                     | Nick van der Lijke (NED) | 12.                    |
| 13                     | Lucas Eriksson (SWE)     | 20.                    |
| 14                     | Tobias Kongstad (DEN)    | 8.                     |
| 15                     | Jesper Schultz (DEN)     | DNF                    |
| 16                     | Elmar Reinders (NED)     | 5.                     |

| À Bloc CT ABC | À Bloc CT ABC          | À Bloc CT ABC |
| ------------- | ---------------------- | ------------- |
| Nr.           | Rytter                 | Placering     |
| 21            | Meindert Weulink (NED) | 15.           |
| 22            | Nils Sinschek (NED)    | 35.           |
| 23            | Bodi del Grosso (NED)  | DNF           |
| 24            | Mārtiņš Pluto (LAT)    | 30.           |
| 25            | Lars Loohuis (NED)     | DNF           |
| 26            | Ivar Slik (NED)        | 33.           |

| Team Coop TCO | Team Coop TCO              | Team Coop TCO |
| ------------- | -------------------------- | ------------- |
| Nr.           | Rytter                     | Placering     |
| 32            | Olav Hjemsæter (NOR)       | 11.           |
| 33            | Tore Andre Aase Vabø (NOR) | 28.           |
| 34            | Kristian Aasvold (NOR)     | 16.           |
| 35            | Jacob Eriksson (SWE)       | DNF           |
| 36            | Tord Gudmestad (NOR)       | 4.            |

| BHS-PL Beton Bornholm BPC | BHS-PL Beton Bornholm BPC     | BHS-PL Beton Bornholm BPC |
| ------------------------- | ----------------------------- | ------------------------- |
| Nr.                       | Rytter                        | Placering                 |
| 41                        | Emil Schandorff Iwersen (DEN) | DNF                       |
| 42                        | Emil Toudal (DEN)             | 44.                       |
| 43                        | Nils Lau Nyborg Broge (DEN)   | 2.                        |
| 44                        | Mads Rahbek (DEN)             | 19.                       |
| 45                        | Adam Holm Jørgensen (DEN)     | 9.                        |
| 46                        | Nikolaj Mengel (DEN)          | DNF                       |

| Uno-X DARE Development UDT | Uno-X DARE Development UDT     | Uno-X DARE Development UDT |
| -------------------------- | ------------------------------ | -------------------------- |
| Nr.                        | Rytter                         | Placering                  |
| 51                         | Oskar Myrestøl Johansson (NOR) | DNF                        |
| 52                         | Sakarias Koller Løland (NOR)   | 49.                        |
| 53                         | Kristian Kulset (NOR)          | 23.                        |
| 54                         | Magnus Brynsrud (NOR)          | 48.                        |
| 55                         | Ludvig Fischer Aasheim (NOR)   | 22.                        |
| 56                         | Magnus Kulset (NOR)            | DNF                        |

| Restaurant Suri-Carl Ras SCC | Restaurant Suri-Carl Ras SCC | Restaurant Suri-Carl Ras SCC |
| ---------------------------- | ---------------------------- | ---------------------------- |
| Nr.                          | Rytter                       | Placering                    |
| 71                           | Mathias Larsen (DEN)         | 1.                           |
| 72                           | Sebastian Nielsen (DEN)      | DNF                          |
| 73                           | Christian Lindquist (DEN)    | DNF                          |
| 74                           | Rasmus Hestbek Lund          | DNF                          |
| 75                           | Markus Kramer                | DNF                          |
| 76                           | Julius Nowak Dalner          | DNF                          |

| Ryska Posten SK ___ | Ryska Posten SK ___                | Ryska Posten SK ___ |
| ------------------- | ---------------------------------- | ------------------- |
| Nr.                 | Rytter                             | Placering           |
| 81                  | Carl Åhnberg (SWE)                 | DNF                 |
| 82                  | Oskar Djärv (SWE)                  | DNF                 |
| 83                  | Zakarias Olsson (SWE)              | DNF                 |
| 84                  | Marcus Dorsch (SWE)                | DNF                 |
| 85                  | Magnus Bergsten (SWE)              | DNF                 |
| 86                  | Sindre Bjerkestrand Haugsvær (NOR) | DNF                 |

| Idrettslaget Stjørdals-Blink ___ | Idrettslaget Stjørdals-Blink ___ | Idrettslaget Stjørdals-Blink ___ |
| -------------------------------- | -------------------------------- | -------------------------------- |
| Nr.                              | Rytter                           | Placering                        |
| 91                               | Daniel Vold (NOR)                | DNF                              |
| 92                               | Fredrik Benjaminsen (NOR)        | DNF                              |
| 94                               | Vegard Løvdal (NOR)              | DNF                              |
| 95                               | Sigve Kattem (NOR)               | DNF                              |
| 96                               | Jørgen Dragsten (NOR)            | DNF                              |

| Tønsberg Cykkelklubb ___ | Tønsberg Cykkelklubb ___            | Tønsberg Cykkelklubb ___ |
| ------------------------ | ----------------------------------- | ------------------------ |
| Nr.                      | Rytter                              | Placering                |
| 101                      | Jon-Anders Bekken (NOR)             | 46.                      |
| 102                      | Aleksander Andersen Skjelbred (NOR) | DNF                      |
| 104                      | Kasper Rolfsen (NOR)                | DNF                      |
| 105                      | Anton Stensby (NOR)                 | DNF                      |
| 106                      | Andreas Vileid Kleive (NOR)         | DNF                      |

| Bache-JS.dk ___ | Bache-JS.dk ___      | Bache-JS.dk ___ |
| --------------- | -------------------- | --------------- |
| Nr.             | Rytter               | Placering       |
| 111             | Jacob Gye Madsen     | DNF             |
| 112             | Jonas Perto          | DNF             |
| 113             | Daniel Lyhne (DEN)   | DNF             |
| 114             | Jeppe Andreasen      | DNF             |
| 115             | Peter Skov Lauritzen | DNF             |
| 116             | Sebastian Petersen   | DNF             |

| Team Ringerikskraft ___ | Team Ringerikskraft ___     | Team Ringerikskraft ___ |
| ----------------------- | --------------------------- | ----------------------- |
| Nr.                     | Rytter                      | Placering               |
| 121                     | Martin Tjøtta (NOR)         | 45.                     |
| 122                     | Magnus Sørbø (NOR)          | 31.                     |
| 123                     | Øyvind Brekke Fløtten (NOR) | DNF                     |
| 124                     | Ole Andreas Klund (NOR)     | DNF                     |
| 125                     | Mathias Skretteberg (NOR)   | 36.                     |
| 126                     | Jørgen Songstad (NOR)       | DNF                     |

| Herning CK Elite ___ | Herning CK Elite ___        | Herning CK Elite ___ |
| -------------------- | --------------------------- | -------------------- |
| Nr.                  | Rytter                      | Placering            |
| 131                  | Anders Foldager (DEN)       | 32.                  |
| 132                  | Rasmus Byriel Iversen (DEN) | 25.                  |
| 133                  | Jonas Nordal Jakobsen       | 29.                  |
| 134                  | Emil Vinther Schmidt        | DNF                  |
| 135                  | Rasmus Madsen               | DNF                  |
| 136                  | Peter Asbjørn Hansen        | DNF                  |

| IBT-BH Carl Ras ___ | IBT-BH Carl Ras ___        | IBT-BH Carl Ras ___ |
| ------------------- | -------------------------- | ------------------- |
| Nr.                 | Rytter                     | Placering           |
| 141                 | Linus Eriksson Kvist (SWE) | DNF                 |
| 142                 | Marckus Njor               | 38.                 |
| 143                 | Stinus Kæmpe (AUS)         | DNF                 |
| 144                 | Gustav Johansson (SWE)     | DNF                 |
| 145                 | Frederik Erringsø          | DNF                 |
| 146                 | Frederik Thomsen           | DNF                 |

| CO:PLAY-Giant ___ | CO:PLAY-Giant ___        | CO:PLAY-Giant ___ |
| ----------------- | ------------------------ | ----------------- |
| Nr.               | Rytter                   | Placering         |
| 161               | Mathias Matz (DEN)       | DNF               |
| 162               | Mikkel Øritsland (DEN)   | 37.               |
| 163               | Daniel Stampe (DEN)      | DNF               |
| 164               | Rasmus Bøgh Wallin (DEN) | 3.                |
| 165               | Kristian Broløs Damgaard | 42.               |
| 166               | Daniel Lemvig Lond       | DNF               |

| Idrettsklubben Hero ___ | Idrettsklubben Hero ___       | Idrettsklubben Hero ___ |
| ----------------------- | ----------------------------- | ----------------------- |
| Nr.                     | Rytter                        | Placering               |
| 171                     | Joachim Strindin (NOR)        | DNF                     |
| 172                     | Mathias Sundquist (NOR)       | 10.                     |
| 173                     | Kristian Klevgård (NOR)       | DNF                     |
| 174                     | Magnus Frydenlund (NOR)       | DNF                     |
| 175                     | Ole Jakob Haugen (NOR)        | 24.                     |
| 176                     | Embret Svestad-Bårdseng (NOR) | DNF                     |

| Kristiansands Cykleklubb ___ | Kristiansands Cykleklubb ___   | Kristiansands Cykleklubb ___ |
| ---------------------------- | ------------------------------ | ---------------------------- |
| Nr.                          | Rytter                         | Placering                    |
| 181                          | Tobias Halvorsen (NOR)         | 18.                          |
| 182                          | Endre Danielsen Nyhagen (NOR)  | DNF                          |
| 183                          | Tor Ove Vetrhus (NOR)          | DNF                          |
| 184                          | Daniel Årnes (NOR)             | DNF                          |
| 185                          | Sebastian Dreyer Heldahl (NOR) | DNF                          |
| 186                          | Alf Vidar Vetrhus (NOR)        | 39.                          |

| Asker CK Elite ___ | Asker CK Elite ___              | Asker CK Elite ___ |
| ------------------ | ------------------------------- | ------------------ |
| Nr.                | Rytter                          | Placering          |
| 191                | Asbjørn Slagtern Fjellvåg (NOR) | DNF                |

| intet hold ___ | intet hold ___                  | intet hold ___ |
| -------------- | ------------------------------- | -------------- |
| Nr.            | Rytter                          | Placering      |
| 192            | Christian Edelsteen Buyle (NOR) | DNF            |

| Asker CK Elite ___ | Asker CK Elite ___         | Asker CK Elite ___ |
| ------------------ | -------------------------- | ------------------ |
| Nr.                | Rytter                     | Placering          |
| 193                | Tim Edvard Pettersen (NOR) | DNF                |
| 195                | Ulrik Mehlum (NOR)         | DNF                |
| 196                | Vebjørn Hordnes (NOR)      | DNF                |

| O.B. Wiik-Dan Stillads ___ | O.B. Wiik-Dan Stillads ___             | O.B. Wiik-Dan Stillads ___ |
| -------------------------- | -------------------------------------- | -------------------------- |
| Nr.                        | Rytter                                 | Placering                  |
| 201                        | Rasmus Søjberg Pedersen (DEN)          | 6.                         |
| 202                        | Mads Søgaard Mondrup                   | DNF                        |
| 203                        | Luis Carl Jørgensen                    | DNF                        |
| 204                        | Mads Schelde Berg (DEN)                | DNF                        |
| 205                        | Jannik Ljungdahl                       | DNF                        |
| 206                        | Nicklas Lilleskov Falk Rasmussen (DEN) | DNF                        |

| Maifracing ___ | Maifracing ___        | Maifracing ___ |
| -------------- | --------------------- | -------------- |
| Nr.            | Rytter                | Placering      |
| 211            | Albin Johansson (SWE) | DNF            |

| Motala AIF CK ___ | Motala AIF CK ___   | Motala AIF CK ___ |
| ----------------- | ------------------- | ----------------- |
| Nr.               | Rytter              | Placering         |
| 212               | Hugo Forssell (SWE) | DNF               |

| Maifracing ___ | Maifracing ___         | Maifracing ___ |
| -------------- | ---------------------- | -------------- |
| Nr.            | Rytter                 | Placering      |
| 213            | Samuel Lord (SWE)      | DNF            |
| 214            | Jacob Ahlsson (SWE)    | 47.            |
| 215            | Emil Lundmark (SWE)    | DNF            |
| 216            | Niklas Jagerstål (SWE) | 41.            |

| Lillehammer Cykleklubb ___ | Lillehammer Cykleklubb ___ | Lillehammer Cykleklubb ___ |
| -------------------------- | -------------------------- | -------------------------- |
| Nr.                        | Rytter                     | Placering                  |
| 221                        | Ludvik Holstad (NOR)       | DNF                        |
| 222                        | Truls Nordhagen (NOR)      | DNF                        |
| 223                        | Rasmus Børset Westad (NOR) | 34.                        |
| 224                        | André Drege (NOR)          | 7.                         |
| 225                        | Sindre Sagbakken (NOR)     | DNF                        |
| 226                        | Markus Skreen (NOR)        | DNF                        |

| Team Kvickly Odder Elite ___ | Team Kvickly Odder Elite ___ | Team Kvickly Odder Elite ___ |
| ---------------------------- | ---------------------------- | ---------------------------- |
| Nr.                          | Rytter                       | Placering                    |
| 231                          | Stefan Ryom                  | DNF                          |
| 232                          | Mads Bak Bjerregaard         | DNF                          |
| 233                          | Lasse Mikkelsen              | DNF                          |
| 235                          | Andreas Aidel Brixen (DEN)   | 26.                          |
| 236                          | Simon Bak (DEN)              | DNF                          |

| Team Sparekassen Vendsyssel Aalborg ___ | Team Sparekassen Vendsyssel Aalborg ___ | Team Sparekassen Vendsyssel Aalborg ___ |
| --------------------------------------- | --------------------------------------- | --------------------------------------- |
| Nr.                                     | Rytter                                  | Placering                               |
| 241                                     | Sebastian Ryttersgaard (DEN)            | 40.                                     |
| 242                                     | Thomas Koldkjær Decker                  | DNF                                     |
| 243                                     | Johannes Rom Dahl                       | DNF                                     |
| 244                                     | Alexandru Ionuț Antoniu (ROU)           | 43.                                     |
| 246                                     | Søren Vosgerau (DEN)                    | DNF                                     |

| Give Elementer ___ | Give Elementer ___         | Give Elementer ___ |
| ------------------ | -------------------------- | ------------------ |
| Nr.                | Rytter                     | Placering          |
| 251                | Daniel Eriksen             | DNF                |
| 252                | Anders Bruun               | DNF                |
| 253                | Jakob Bødker               | DNF                |
| 254                | Jeppe Tolbøll              | DNF                |
| 255                | Jeppe Falk-Kristensen      | DNF                |
| 256                | Gustav Frederik Dahl (DEN) | DNF                |